# 天主教肯亞軍中教長區
天主教肯亞軍中教長區（拉丁語：Ordinariatus Militaris Kenia）是肯亞一個天主教的軍中教長區，直屬聖座，負責牧養信奉天主教的肯亞軍人及其家眷。
軍中代牧區於1964年1月20日成立，1986年7月21日升為教長區。軍中教長區於2004年時有21個堂區和11名司鐸。軍中教長現時出缺。